# 雪倫多亞軍團
雪倫多亞軍團（英語：Confederate Army of the Shenandoah）於1861年4月21日成立在哈普斯渡船口(Harper's Ferry)，是美國內戰早期的一支邦聯軍團。當時Kenton Harper少將為保護家園而找來二千名維吉尼亞州市民，匆忙組成了一支小軍團，於該州的北部迎擊南下的聯邦軍。不久這支小軍團就成了雪倫多亞軍團——一支正規軍團。到了6月30日，軍團人數達到10,654人，包括了四個騎兵和步兵團，但這時的軍團已經是李將軍麾下的北維吉尼亞軍團的左翼，主要由石牆傑克森指揮。